# Menetes berdmorei
Pour les articles homonymes, voir écureuil des palmiers.
Genre
Espèce
Statut de conservation UICN

 LC  : Préoccupation mineure
L’écureuil des palmiers (Menetes berdmorei) est une espèce de rongeurs de la famille des Sciuridés. Cet écureuil terrestre est la seule espèce du genre Menetes.

## Répartition et habitat
Cette espèce est présente en Birmanie, en Thaïlande, au Cambodge et au Viêt Nam. Elle vit dans les forêts ainsi que dans les cultures de riz.

## Liste des sous-espèces
Selon Catalogue of Life (24 juin 2018) :
- sous-espèce Menetes berdmorei berdmorei (Blyth, 1849)
- sous-espèce Menetes berdmorei consularis Thomas, 1914
- sous-espèce Menetes berdmorei decoratus Thomas, 1914
- sous-espèce Menetes berdmorei moerescens Thomas, 1914
- sous-espèce Menetes berdmorei mouhotei (Gray, 1861)
- sous-espèce Menetes berdmorei peninsularis Kloss, 1919
- sous-espèce Menetes berdmorei pyrrocephalus (Milne-Edwards, 1867)